# Hettie Jones
Pour les articles homonymes, voir Jones.
 (août 2024).
Si vous disposez d'ouvrages ou d'articles de référence ou si vous connaissez des sites web de qualité traitant du thème abordé ici, merci de compléter l'article en donnant les références utiles à sa vérifiabilité et en les liant à la section « Notes et références ».
Hettie Jones nom de plume de  Hettie Cohen, est une autrice américaine née le 15 juin 1934 à Brooklyn et morte le 13 août 2024. Elle est associée à la Beat generation.
Elle étudie les arts à l'université de Virginie puis à l'université Columbia. De retour à New York, elle s'installe à Greenwich Village et fréquente les écrivains de la Beat generation, comme Allen Ginsberg, Jack Kerouac, Frank O'Hara, Joel Oppenheimer, et Charles Olson. Elle rencontre Leroi Jones (Amiri Baraka) à la faveur de son travail pour la revue The Record Changer, qu'elle épouse dans un temple bouddhiste en 1958. Elle participe à la rédaction de plusieurs revues littéraires, dont Yugen, fondée avec son mari et qui permet à de jeunes auteurs de publier leurs travaux.
Son premier recueil de poésie a reçu le Norma Farber First Book Award. 

## Publications
- The Trees Stand Shining, Poetry of the North American Indians,1971.
- Coyote Tales, 1972.
- Longhouse Winter, 1972.
- Big Star Fallin' Mama, Five Women in Black Music, 1974.
- Living With Wolves, 1975.
- Forever Young, Forever Free, 1976.
- How to Eat your ABCs : A Book About Vitamins, 1976.
- Mustang Country, 1976.
- You Light Up My Life, 1976.
- I Hate to Talk About Your Mother, 1979.
- In Search of the Castaways, 1979.
- Promises in the Dark, 1979.
- Having Been Her, 1981.
- Missing Sweet Rose, 1984.
- How I Became Hettie Jones, a Memoir, 1990.
- Drive: Poems, 1998.
- All Told, 2003.
- No Woman, No Cry (avec Rita Marley), 2004
- From Midnight to Dawn, The Last Tracks of the Underground Railroad (avec Jacqueline Tobin), 2007.
- Doing 70, 2007

## Publications sur l'auteure
- (en)Girls Who Wore Black: Women Writing the Beat Generation, Ronna C. Johnson et Nancy McCampbell Grace, Rutgers University Press, 2002  (ISBN 0813530652)
- (en)Breaking the Rule of Cool : Interviewing and Reading Women Beat Writers, Nancy M. Grace et Ronna C. Johnson, Univ. Press of Mississippi, 2004, p.155-180  (ISBN 1578066549)
- (en)Dancing to Their Own Beat: Life Writing of Carolyn Cassady, Hettie Jones, Joyce Johnson, and Diane Di Prima, Tina Zigon, Texas State University-San Marcos, 2005